# Paco Jurado
Francisco Jurado Molina (Lorca, Murcia, 20 de marzo de 1976), conocido como Paco Jurado, es un exfutbolista español que jugaba como delantero. Actualmente dirige al Atlético Pulpileño, equipo que pertenece al Grupo 13 de la Tercera Federación.

## Trayectoria

### Como jugador
En su etapa de jugador, Paco Jurado vistió las camisetas del Real Murcia, el Real Madrid en categorías inferiores, el Toledo, el Sporting de Gijón, el Real Jaén, el Xerez Club Deportivo, el Rayo Vallecano, el Lorca Deportiva (con Unai Emery en el banquillo), el CD Roquetas, el Calasparra F.C. en hasta dos ocasiones y el C.D. Baza, conjunto en el que colgaría las botas en el año 2010.

### Como entrenador
Entre 2011 y 2013 desempeñó el cargo de segundo entrenador de la La Hoya Lorca C. F. en la Tercera División de España.
En mayo de 2019, firma como entrenador del equipo juvenil del Lorca Club de Fútbol Base en la División de Honor de Juveniles, al que dirige durante las temporadas 2019-20 y 2020-21.
En agosto de 2021, firma como entrenador del Águilas Fútbol Club ‘B’ de la Preferente Autonómica de la Región de Murcia.
El 4 de octubre de 2023, Paco Jurado se convierte en nuevo entrenador del Atlético Pulpileño en sustitución de Juanjo Asensio, que fue cesado en la jornada 4 debido a los malos resultados cosechados por el equipo del levante almeriense.

## Clubes

### Como jugador
| Club                     | País   | Año       |
| ------------------------ | ------ | --------- |
| Real Murcia C. F. "B"    | España | 1993-1994 |
| Real Murcia C. F.        | España | 1994-1997 |
| C. D. Toledo             | España | 1997-1999 |
| Real Sporting de Gijón   | España | 1999-2000 |
| Real Jaén C. F.          | España | 2000-2003 |
| Xerez C. D.              | España | 2003-2004 |
| Rayo Vallecano de Madrid | España | 2004-2005 |
| Lorca Deportiva C. F.    | España | 2005-2006 |
| Calasparra F. C.         | España | 2006-2007 |
| C. D. Roquetas           | España | 2007      |
| Calasparra F. C.         | España | 2007-2008 |
| C. D. Baza               | España | 2008-2010 |

### Como entrenador
| Club                    | País   | Año       |
| ----------------------- | ------ | --------- |
| La Hoya Lorca C. F.     | España | 2011-2013 |
| Lorca CF "Base Juvenil" | España | 2019-2021 |
| Águilas FC "B"          | España | 2021-2023 |
| Atlético Pulpileño      | España | 2023-     |